# Château de la Rivière (Loiret)
Pour les articles homonymes, voir Château de la Rivière.
Le château de la Rivière est un château du XVIe siècle situé à Châtenoy, dans le département du Loiret en région Centre-Val de Loire.

## Géographie
L'édifice est situé sur le territoire de la commune de Châtenoy (Loiret), au nord-est du centre du bourg, dans la région naturelle de la forêt d'Orléans, sur le cours de l'Huillard, à environ 120 mètres d'altitude.
Depuis Châtenoy, le château est accessible via la route de Lorris puis la route des Mariniers situées à proximité de la route départementale 948.

## Histoire
Nicolas de Harlay de Sancy (1546-1629), politicien et diplomate français, grand dignitaire de la cour des rois de France Henri III et Henri IV, fait bâtir le château dès la fin du XVIe siècle.
Il est inscrit à l'inventaire des monuments historiques depuis le 16 octobre 1961.

## Description
Le château a probablement été construit sur l'emplacement d'un ancien château médiéval. Il est composé d'un donjon carré de deux étages et d'un corps de bâtiment, et il est entouré de douves. Les communs, les écuries et le colombier sont au-delà des douves. Ses façades sont en briques roses. 

Il comporte 15 pièces principales.